# 中华草鹛
是雀形目幽鹛科的一种鸟类。其种加词“striatus”意为“有条纹的”。
2022年，为了与其新的分类地位相符，“中国鸟类名录”10.0版将将大草莺中文名修改为中华草鹛。

## 特征
中华草鹛体重约14.64克，翼长约56.2毫米，嘴峰长约14.9毫米，喙宽度约3毫米，喙厚度约4毫米，跗蹠长约23.6毫米，尾长约73.8毫米。中华草鹛在其分布区内为留鸟，其栖息在开放的灌木丛中，食性为肉食性，主要食物来源是陆生无脊椎动物。

## 历史
中华草鹛和南亚草鹛原为同一物种，称为「大草莺」，鳥類學家利雅德耗逾八年多時間，透過紀錄不同地區的大草鶯叫聲、翻查英國及德國調查紀錄、測試其基因排列等，最終發現棲息印度、尼泊爾等地的大草鶯與香港的大草鶯为不同物种。

## 亚种
- ：分布于华南地区（广西东部和广东）。
- ：原分布于缅甸南部至泰国中部、越南北部和海南。种群数量现在非常低；推定在泰国和越南灭绝，并且也可能在海南灭绝。[5]